# Klaus Kern
Klaus Kern (24 de marzo de 1960) es un químico alemán especializado en el estado sólido.
Kern estudió en la Universidad de Bonn química y física, y recibió su doctorado en 1986. Trabajó primero en el Centro de Investigación de Jülich Research, con una breve visita en el Bell Labs en 1988. Se convirtió en profesor de la Escuela Politécnica Federal de Luisiana en 1991. Desde 1998 es uno de los directores del Instituto Max Planck para la Investigación del Estado Sólido en Stuttgart.
En 2008, recibió el premio Gottfried Wilhelm Leibniz de la Deutsche Forschungsgemeinschaft, que es el más alto honor concedido en alemán de investigación.

## Algunas publicaciones
- con J.V. Barth, J. Weckesser, C. Cai, P. Günter, L. Bürgi, O. Jeandupeux. Building supramolecular nanostructures at surfaces by hydrogen bonding. In: Angewandte Chemie International Edition 39, 2000: 1230–1234

- con P. Gambardella, A. Dallmeyer, K. Maiti, M. C. Malagoli, W. Eberhard, C. Carbone. Ferromagnetism in one-dimensional monatomic metal chains. In: Nature 416, 2002: 301–304

- con L. Vitali, M. Burghard, M. A. Schneider, L. Liu, S. Y. Wu, C. S. Jayanthi. Phonon spectromicroscopy of carbon nanostructures with atomic resolution. In: Physical Review Letters 93, 2004, 136103

- con P. Wahl, L. Diekhöner, M. A. Schneider, L. Vitali, G. Wittich. Kondo temperature of magnetic impurities at surfaces. In: Physical Review Letters 93, 2004, 176603

- con J. V. Barth, G. Costantini. Engineering atomic and molecular nanostructures at surfaces. In: Nature 437, 2005: 671–679